# 苏尔 (厄尔-卢瓦省)
苏尔（法語：Sours，法語發音：[suʁ]）是法国厄尔-卢瓦省的一个市镇，位于该省中部，属于沙特尔区。

## 地理
苏尔（48°24'36"N, 1°35'50"E）面积33.15 平方千米，位于法国中央-卢瓦尔河谷大区厄尔-卢瓦省，该省份为法国北部内陆省份，北起顺时针与厄尔省、伊夫林省、埃松省、卢瓦雷省、卢瓦-谢尔省、萨尔特省和奧恩省接壤。
与苏尔接壤的市镇（或旧市镇、城区）包括：乌维尔拉布朗什、贝谢尔莱皮埃尔、弗朗库尔维尔、热兰维尔、诺让勒费、普吕奈勒日隆。

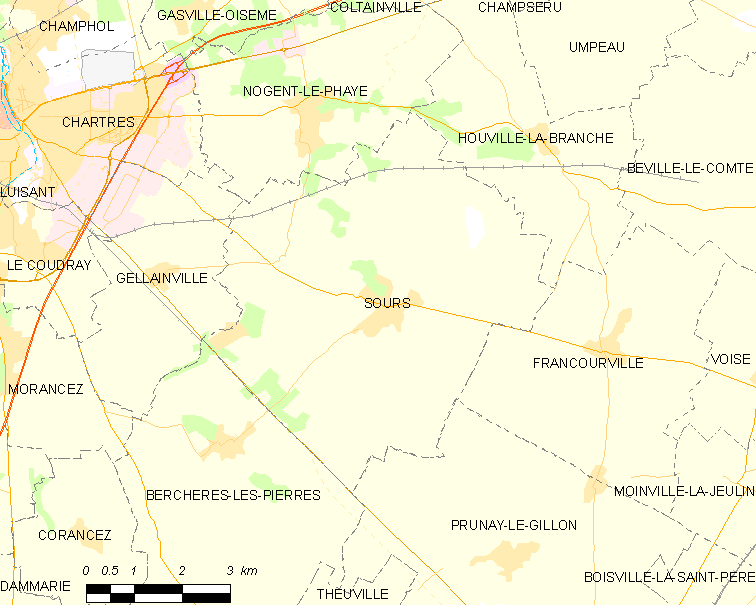
的OSM定位图

苏尔的时区为UTC+01:00、UTC+02:00（夏令时）。

## 行政
苏尔的邮政编码为28630，INSEE市镇编码为28380。

## 政治
苏尔所属的省级选区为沙特尔第二县。

## 人口

1962-2008年间人口变化图示

苏尔于2022年1月1日时的人口数量为1964人。